# Heinrich Adolf von Bardeleben
Heinrich Adolf von Bardeleben, född 1 mars 1819 i Frankfurt an der Oder, död 24 september 1895 i Berlin, var en tysk kirurg.
Bardeleben kallades 1848 till professor i kirurgi vid Greifswalds universitet, där han förestod den kirurgiska och oftalmiatriska kliniken. År 1868 utnämndes han till samma befattning i Berlin. Han blev sedermera medicinalråd samt generalfältläkare i preussiska armén och deltog såsom sådan i fransk-tyska kriget, i vilket han inlade stor förtjänst om lasarettsväsendet. Hans huvudarbete är den även i Sverige allmänt begagnade Lehrbuch der Chirurgie und Operationslehre (fyra band, 1853; åttonde upplagan 1879).

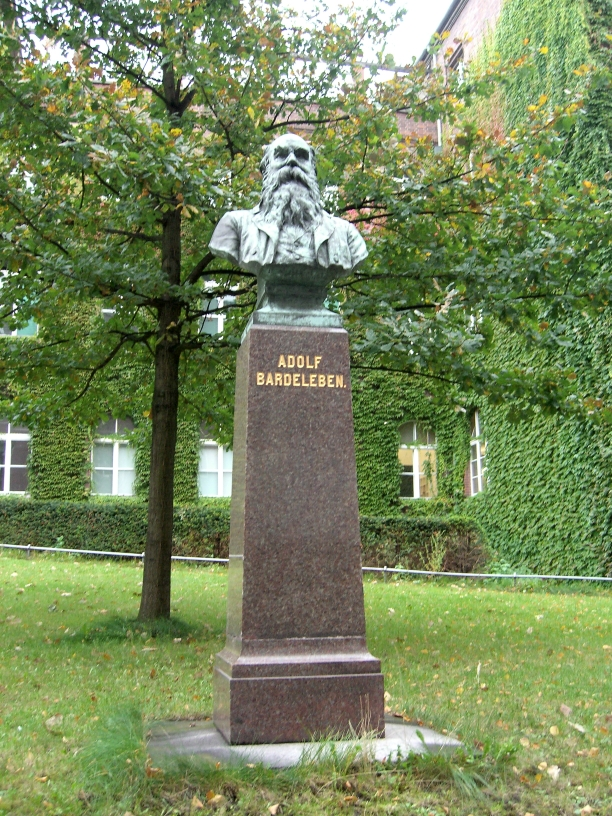
Byst i Berlin